# Juana Sujo
Juana Sujovolsky Berconsky (14 de julio de 1913, Buenos Aires, Argentina - 12 de julio de 1961, Caracas, Venezuela) más conocida como Juana Sujo, fue una actriz argentina que se radicó en Venezuela, como figura pionera del teatro venezolano contemporáneo.

## Biografía
De origen judío, su infancia transcurrió en Argentina con sus padres, el empresario y fabricante de papel Adolfo Sujovolsky y Sara Berkonsky, ambos oriundos de la península de Crimea, en el sur de Ucrania. A los cuatro años se fue con ellos a Brasil, donde cursó su educación formal y aprendió portugués, y a Alemania. Fue educada junto a sus hermanas Berta y Ana en Berlín donde se establecieron en 1923. Cursó estudios piano, idiomas y de actuación, estos últimos con la actriz austríaca Ilka Grüning, quien a su vez había sido discípula del destacado director de cine alemán Max Reinhardt y, en este período, fue compañera y amiga de la actriz alemana Lilli Palmer. Logró un contrato con Otto Falckenberg y en el Kammerspiele de Múnich.
Debió huir a Inglaterra por el nazismo y regresar a Argentina donde debutó en la compañía teatral de Enrique Susini y con Lola Membrives.
En 1938 participó por primera vez en el film Callejón sin salida y a continuación actuó en La vida de Carlos Gardel (1939) junto a Hugo del Carril.
Trabajó en el cine entre 1939 y 1950, donde filmó La trampa de Carlos Hugo Christensen junto a Zully Moreno y Carlos Thompson, entre otras y dirigida por Luis Saslavsky y Mario Soffici. F fue prohibida en cine y radio durante el peronismo. Además de en Argentina, se presentó en Ecuador, en Chile y en Perú, donde encabezó el elenco del Teatro Nacional de Comedia. Tras un par de años de trabajo en el Perú, Sujo viajó a Venezuela el 28 de abril de 1949, contratada por Luis Guillermo Villegas Blanco para actuar en El demonio es un ángel, la primera película argumental de Bolívar Films, pero no la primera en la que participaba la artista, puesto que tenía experiencia como actriz de cine.
En 1950 fundó el "Estudio Dramático Juana Sujo" en el Museo de Bellas Artes, que se convirtió en 1952 en la Escuela Nacional de Arte Escénico. Dentro de su labor pedagógica formó una importante generación de alumnos: Maritza Caballero, Esteban Herrera, Orangel Delfín y América Alonso.
Sujo fundó la Sociedad Venezolana de Teatro en 1955 en la cual estrenó Caín adolescente de Román Chalbaud y en 1958 el Teatro Independiente Los Caobos donde estrenó Chúo Gil de Arturo Uslar Pietri y otras obras de Carlos Gorostiza e Isaac Chocrón; y además despertó el interés del público por obras de autores clásicos como Esquilo, García Lorca, Chéjov y Lope de Vega.
En honor a su memoria llevan su nombre la Escuela de Artes Escénicas y el Premio Juana Sujo a la actividad teatral venezolana; además de una sala de la Fundación Casa del Artista en Quebrada Honda
Estaba casada con el actor Carlos Márquez y falleció en 1961 de un cáncer fulminante.

## Filmografía
- La balandra Isabel llegó esta tarde (1950)
- El demonio es un ángel (1950)
- La trampa (1949)
- Como tú lo soñaste (1947)
- Besos perdidos (1945)
- Nuestra Natacha (1944)
- Eclipse de sol (1943)
- Cuando florezca el naranjo (1943)
- La hora de las sorpresas (1941)
- Último refugio (1941)
- Flecha de oro (1940)
- Dama de compañía (1940)
- La vida de Carlos Gardel (1939) .... Bett
- Das Kalte Herz (1931-33, 2016) .... Munks Mutter

## Libros
- Márquez, Carlos: Juana Sujo, Editorial FUNDARTE, Alcaldía de Caracas (1996) ISBN 9802532398
- Dembo, Miriam: Juana Sujo, El Nacional; (2009) ISBN 9803952331 / ISBN 978-9803952334
- Monasterios, Rubén. 1975. Un enfoque crítico del teatro venezolano. Editorial Ávila. Caracas.